# Рафес Павло Михайлович
Павло Миха́йлович Ра́фес (1903 — 1989) — радянський російський ентомолог, спеціаліст з лісової ентомології. Автор біогеоценотичної теорії динаміки популяцій лісових комах, яка пояснює природу масових розмножень комах у лісових екосистемах. Доктор біологічних наук.

## Біографія
Павло Михайлович Рафес народився у 1903 році в Сумах в Україні у родині лікаря та вчительки. Його батько Михайло Григорович (Меєр Аарон-Гіршевич) закінчив медичний факультет Харківського університету і працював земським лікарем.
Згодом родина переїхала до Уфимської, а звідти — у 1914 році до Астрахані. Восени 1917 року сім'я Рафесів полишила Астрахань.
Принаймні в 1920 році родина жила в Москві, оскільки Рафеса-батька призначили головним санітарним лікарем Наркомату шляхів сполучення. Після необачного публічного виступу він був змушений виїхати до Магнітогорська.
Його син Павло у 1925 році закінчив Московський університет за спеціальністю «зоологія». Ще студентом він брав участь в експедиціях по вивченню сарани у Середній Азії. Одержавши диплом про вищу освіту, він працював на Північному Кавказі, згодом — в Міністерстві сільського господарства. Він керував роботами по застосуванню авіації у сільському і лісовому господарстві.
Після початку війни його восени 1941 року мобілізували. Пройшов шлях від Дону до Берліна і від рядового писаря до гвардії старшого лейтенанта. На фронті він став перекладачем з німецької при штабі 44-ї гвардійської стрілецької дивізії, брав участь у боях в Україні.
На фронті він вів щоденник і через багато років на основі цих записів підготував книгу, фрагменти якої друкувалися у пресі. Про внесок дивізійного перекладача у Перемогу можна судити з його нагородних документів:
 «Гв. лейтенант  а/с Рафес П.М. , працюючи на посаді перекладача <…> відмінно виконував усі доручені йому завдання, застосовуючи всі свої знання й сили   на одержання необхідних командуванню даних  під час допиту полонених і при розробці трофейних документів. Особливо важливі дані тов.. Рафес одержав в період  липневих боїв 1943 р. на Ізюмському плацдармі <…>, а також у серпневих і вересневих боях  при переслідуванні супротивника від р. Сіверський Донець до Дніпра <…> про угрупування, сили й склад частин супротивника. 
Достойний нагородження Урядовою нагородою — орденом «Червона Зірка»
Цікаво, що навіть надважкі, грізні й криваві обставини фронту не придушили у Павлі Рафесі ентомолога. Серед щоденникових нотаток раз у раз несподівано зустрічаються записи схожі на цю: «За постанні дні — великий льот короїдів і вусачів — акантоцинусів. Сірі красені з довжелезними вусами. Мене дуже вразив один командир: „А що у ньому красивого?“. Я зрозумів. Треба спочатку любити природу, тільки тоді зрозумієш її красу…».
Після демобілізації Павло Рафес працював головним інженером лісоавіахімичної експедиції (1948—1951). В цей період він став кандидатом сільськогосподарських наук (1950). Згодом він перейшов працювати до Інституту лісу АН СРСР. Тут він послідовно обіймав посади старшого наукового співробітника (1959), завідувача лабораторії лісової зоології. У 1980 році він захистив дисертацію на базі своєї монографії про рослиноїдних комах і здобув ступінь доктора біологічних наук .
Ще у 1939 році у Челябінську його батька, санітарного лікаря, необґрунтовано засудили до 5 років таборів за статтею 58-10 КК РРФСР. В 1943 р. родині повідомили, що він помер у таборі. Починаючи з 1946 року П. Рафес клопотався про перегляд справи и відновлення чесного імені батька. Той був реабілітований лише у 1958 році.

## Наукова та інша діяльність
До війни П. Рафес став знаним спеціалістом як знаний спеціаліст із використання авіації в сільському та лісовому господарстві. Він брав участь у розробці технології цих робіт, досліджені їх ефективності. Зокрема, вивчалися можливості не лише захисту рослин, а й сівби з повітря. Двома виданнями вийшла його книга «Аэросев». Під керівництвом П. М. Рафеса навесні 1941 року у Тянь-Шані випробували обробку гірських садів за допомогою автожиру. «Авіаційній» темі він присвятив 25 статей, а його кандидатська дисертація (1950) базувалася на досвіді авіахімічної боротьби з сибірським шовкопрядом у Західному Сибіру.
У повоєнні роки наукові інтереси П. Рафеса зосередились на вивченні лісових екосистем на засадах вчення В. М. Сукачова про біогеоценози. Йому вдалося обґрунтувати новий погляд на масові розмноження шкідників лісу як особливі — невідворотні й закономірні випадки кругообігу речовин та енергії. До цього такі спалахи розмноження вважали якимись збоченнями у житті лісового угрупування Йому вдалося кількісно і якісно оцінити роль і значення рослиноїдних комах у лісі. Особливу увагу він приділяв взаєминам дерев та комах — фітофагів. Він розробив «біогеоценотичну теорію динаміки чисельності дендрофільних комах». Згідно з нею, головні фактори, що впливають на чисельність цих тварин — доступність і харчова цінність тканин дерева і його захисні реакції на пошкодження.
Значну частину матеріалу для наукових узагальнень він зібрав власноручно, працюючи в експедиціях. Він вивчав природні та штучні лісові масиви у Дагестані, Західному Казахстані, Приіртишші, Воронезькій області.
П. Рафес брав участь у міжнародній зустрічі щодо продуктивності наземних екосистем (Варшава, 1966), Симпозіумі по продуктивності лісових екосистем (Брюссель, 1969), інших наукових форумах.
У його творчому доробку — понад 80 наукових праць (в тому числі дві монографії) і близько 30 рецензій. Він переклав на російську декілька іноземних книг. Його ім'я ми бачимо у складі авторського колективу капітального англо-російського біологічного словника.
Людина високої загальної культури, він всерйоз цікавився історією і мистецтвом, у Парижі зустрічався з київським письменником-вигнанцем Віктором Некрасовим. Захопленням Павла Михайловича була художня фотографія, його світлини неодноразово публікувалися й експонувалися на виставках.

## Основні праці
- Формирование мира насекомых в лесных насаждениях на Нырынских песках полупустынного Заволжья // Труды Институт леса АН СССР, 1960, т. 48, с. 102—128.
- Роль и значение растительноядных насекомых в лесу. — М.: Наука, 1968. — 235 с.
- Массовые размножения насекомых как особые случаи круговорота вещества и энергии в лесном биогеоценозе. — В кн.: Защита леса от вредных насекомых, М.: Наука, 1964, с. 3-57.
- Some biological premises for estimation of the productivity of herbivores in forest biogeoceonosis (ecosystems)/ Ed. K. Petrusewicz/ Warschawa; Krakow, 1967, II, p. 539—610.
- Биогеоценоз и популяция. — В кн.: Организм и эволюция живого. Л.: Наука, 1972, с. 127—131.
- Estimation of effects of phytophagous insects on forest production. — In: Analysis on temperate forest ecosystems. Heidelberg, N.Y.: Springer Verlag, 1970, p/ 100—106.
- Биогеоценологические исследования растительноядных лесных насекомых. — М.: Наука, 1980 . — 166 c.